# أحمد أبو عرقوب
أحمد أبو عرقوب (1939-2001) شاعر فلسطيني من مواليد مدينة الفالوجة. تلقى تعليمه الإبتدائي والثانوي في كلية الحسين بن علي في مدينة الخليل، ثم حصل على دبلوم في التربية وعلم النفس من الجامعة الأردنية سنة 1970، ثم شهادة الماجستير في الآداب من الجامعة اليسوعية في بيروت سنة 1980، والماجستير في اللغة العربية وآدابها من الأردن. نال جائزة أدب الأطفال من رابطة الكتّاب الأردنيين سنة 1982. توفي المملكة الأردنية الهاشمية عام 2001.

## حياته العملية
عمل أحمد حسن أبو عرقوب منذ العام 1956 مدرّساً في كلية التدريب التابعة لوكالة غوث وتشغيل اللاجئين الفلسطينيين في عمّان لأكثر من أربعين عاماً، كما عمل سكرتيراً لتحرير مجلة "سامر" للأطفال حتى العدد 54. نشر قصائده في صحف "فلسطين" و"الدفاع" و"الجهاد"، ومجلتَي "الأفق الجديد" المقدسية و"الآداب" البيروتية. كان عضواً في رابطة الكتّاب الأردنيين.

## أعماله الأدبية
صدر للكاتب أحمد أبو عرقوب عدّة روايات ودوواين شعر منها:
- "توقيعات على قيثارة الرفض"، شعر، صدر عن دار فيلادلفيا في عمّان، 1973.
- "الفتى الشهيد.. الفالوجة ذات يوم"، رواية لليافعين، صدرت عن دار الجليل في دمشق، 1982.
- "محاضرات في أدب الأطفال"، دراسة، صدرت عن مطابع "الدستور" في عمّان، 1982.
- "الأيام القادمة"، قصص للأطفال، صدرت عن رابطة الكتّاب الأردنيين في عمّان، 1982.
- "عصافير المخيم"، قصص للأطفال ، صدرت عن دار ابن رشد في عمّان، 1984.
- "تطور لغة الطفل" ، دراسة في علم النفس اللغوي ، صدرت عن دار القدس في عمان، 1989
- "التحالف مع الذئب" ، قصة مصورة للأطفال، صدرت عن مركز التأهيل بوكالة غوث وتشغيل اللاجئين الفلسطينيين في عمّان، 1990.
- "نماذج من النثر الفني القديم"، دراسة أولية للنصوص، صدرت عن دار الغنيم في الكويت، 1990.
- "إلى أطفال المستقبل"، شعر للأطفال، صدر عن وزارة الثقافة الأردنية في عمّان، 2002.